# Tinospora sinensis
Tinospora sinensis är en tvåhjärtbladig växtart som först beskrevs av João de Loureiro, och fick sitt nu gällande namn av Elmer Drew Merrill. Tinospora sinensis ingår i släktet Tinospora och familjen Menispermaceae. Inga underarter finns listade i Catalogue of Life.